# ランドレース種

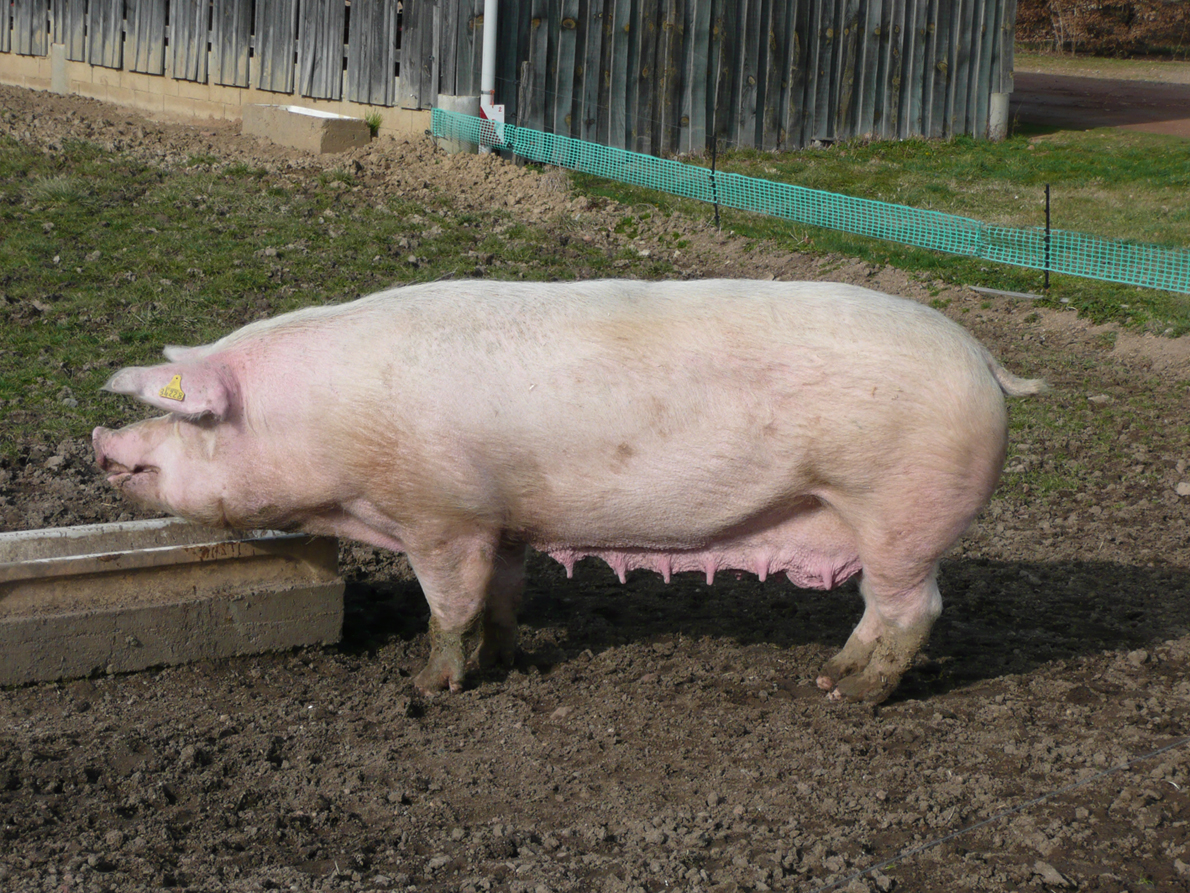
フランス・ランドレース種

ランドレース種(英: Landrace pig)は、ブタの品種である。
デンマークのデンマーク・ランドレース種が原産である。アメリカ合衆国で大ヨークシャー種と交雑改良された同系統種アメリカン・ランドレース種は、日本にも輸入されており、日本国内では最も多く飼育されている。
原産国であるデンマーク、上述のアメリカ以外にも、イギリス（ブリティッシュ・ランドレース種）、オランダ（オランダ・ランドレース種）、スウェーデン（スウェディッシュ・ランドレース種）など、各国において交雑種が改良され、種雄豚としても種雌豚としても広く利用されている。
毛色は白色。繁殖能力が高く、発育も早いのも特徴に挙げられる。体が長いため、食肉としてはばら肉が多くとれる。